# Ferrari Rainbow
La Ferrari Rainbow (également appelée Ferrari 308 GT Bertone Rainbow) est un concept car construit par le constructeur automobile italien Ferrari en collaboration avec le carrossier italien Bertone en 1976.

## Description

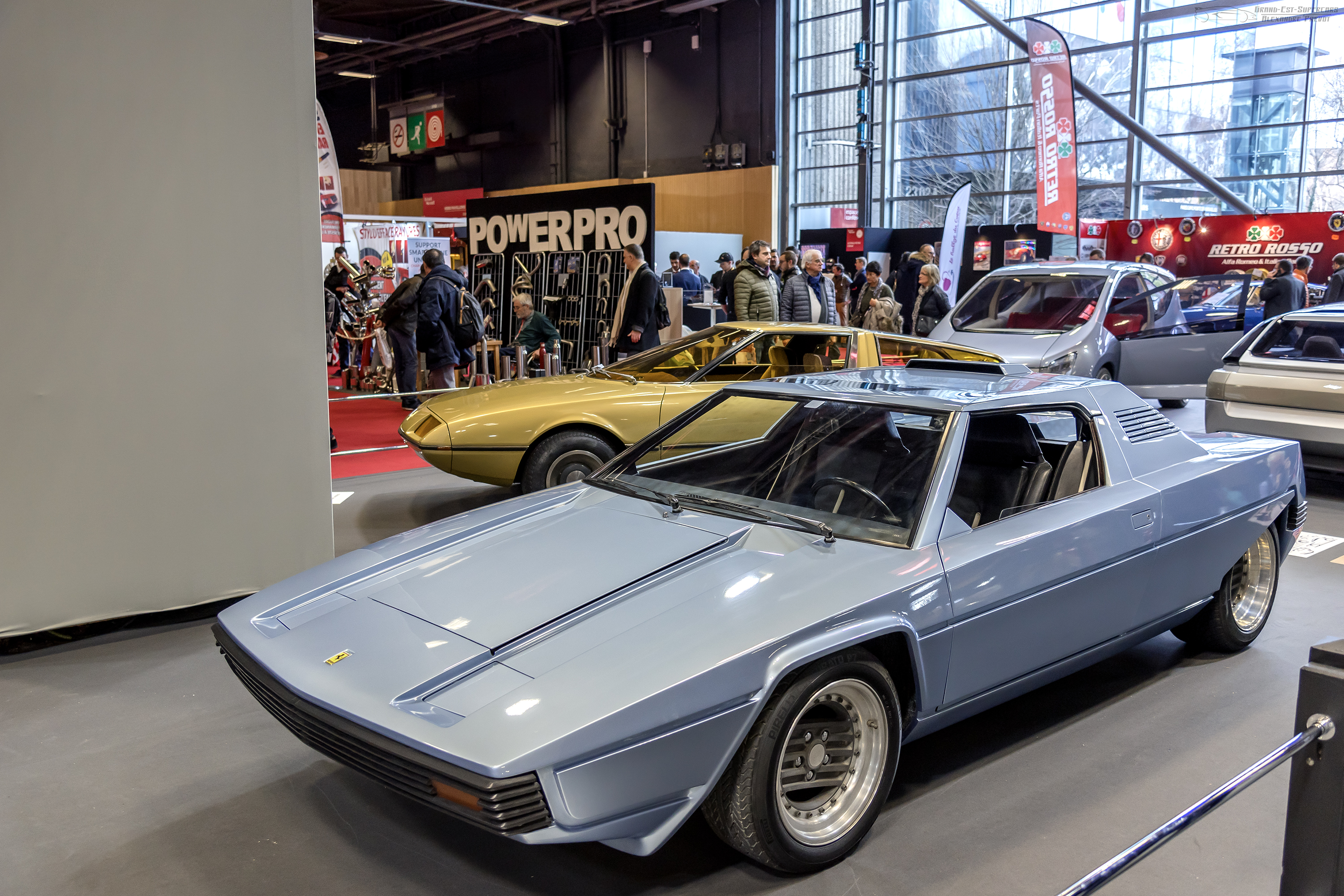
La Ferrari Rainbow à Rétromobile 2020.

La voiture, construite sur un châssis dérivé de la Ferrari 308 GT4, fut présentée au Salon de Turin en novembre 1976 et se caractérisait par une carrosserie de type targa à deux places avec la présence d'un toit rétractable. La couleur de la voiture est bleue.
L'empattement a été raccourci de 10 cm par rapport à une 308 GT4,, et la Rainbow est équipée d'un moteur V8 de 3,0 litres de cylindrée qui développait une puissance de 255 ch. Parmi ses particularités de conception, on retrouve le mécanisme mécanique permettant d'ouvrir et de faire fonctionner le toit ouvrant qui était rangé derrière les sièges. Ferrari a repris ce type de solution dans les années 2010 sur la 458 Spider avec un toit rigide rétractable ; Le concept car Rainbow de 1976 utilisait la même disposition avec une configuration similaire du mécanisme de toit pliant. Le toit monobloc de style targa pivotait vers l'arrière à 90 degrés et s'insérait entre l'habitacle et le compartiment moteur.